# Технический университет Ильменау
Технический университет Ильменау (нем. Technische Universität Ilmenau) — один из четырёх университетов в федеральной земле Тюрингия, в городе Ильменау.

## История
История университета началась в 1894 году, когда в Ильменау был открыт Тюрингенский техникум (нем. Thüringisches Technikum).
В 1926 году техникум был переименован в Инженерную школу. В 1947 году учебное заведение было национализировано, а в 1950 году было преобразовано в техникум электротехники и машиностроения. Начало академического образования было положено с преобразованием техникума в Высшую электротехническую школу в 1953 году.
В 1963 году ей был присвоен статус Высшей технической школы Ильменау, а после реорганизации в 1992 году — статус университета.
В октябре 2016 года университет начал внедрение на факультетах машиностроения и электротехники и информационных технологий 2-х инженерных научных 10-семестровых учебных программ, которые заканчиваются присвоением звания «Diplom-Ingenieur», эквивалентной степени «Магистр».
В 2022/2023 учебном году в университете обучалось 4752 студентов по 19 бакалаврским и 25 магистерским специальностям в областях машиностроения, математики, естественных, экономических и социальных наук.

## Факультеты

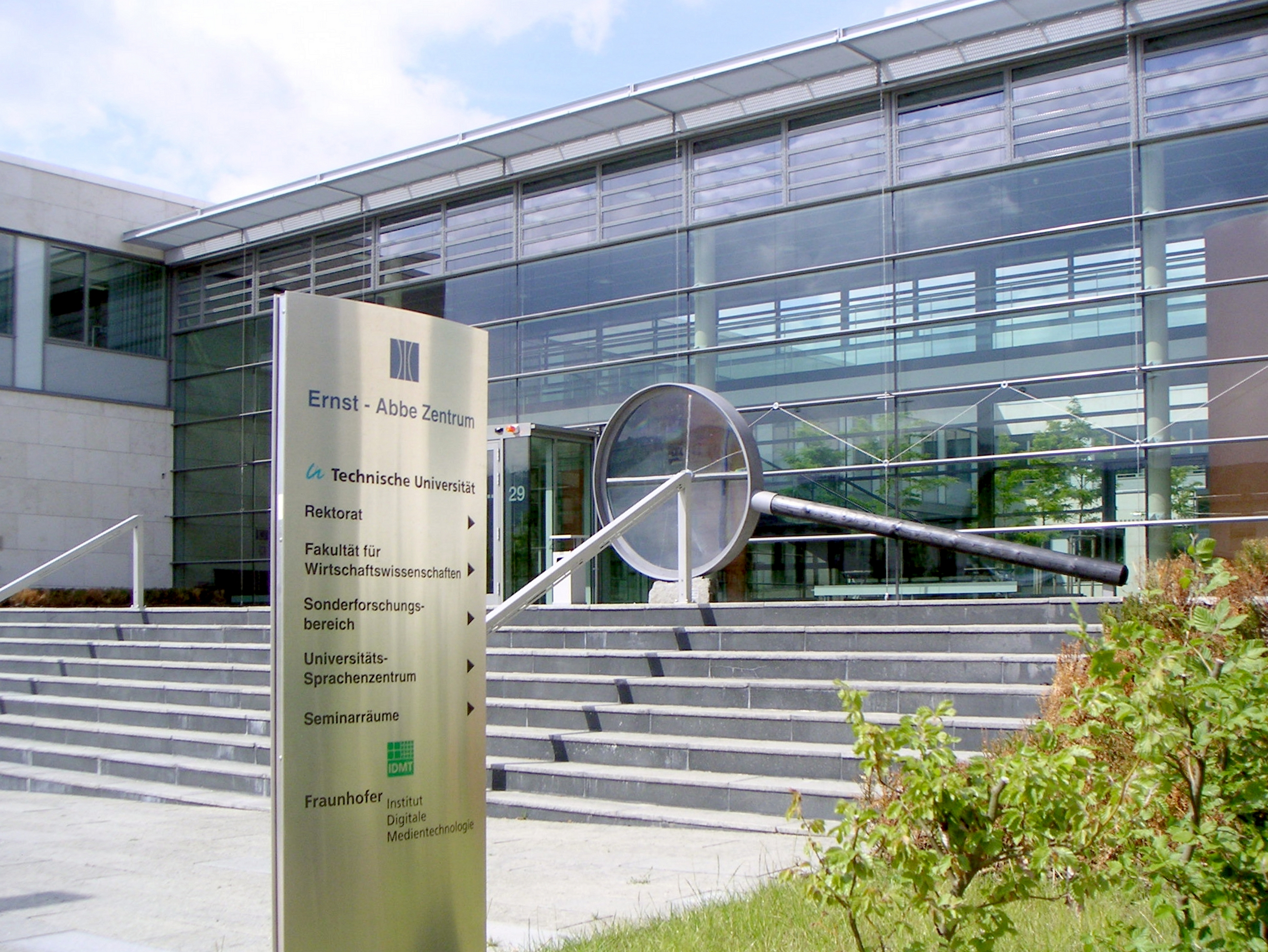
Ректорат

В Техническом университете Ильменау открыто пять факультетов:
- Факультет электротехники и информационных технологий.
- Факультет информатики и автоматизации.
- Факультет машиностроения.
- Факультет математики и естественных наук.
- Факультет экономики.

## Приоритеты в научных исследованиях

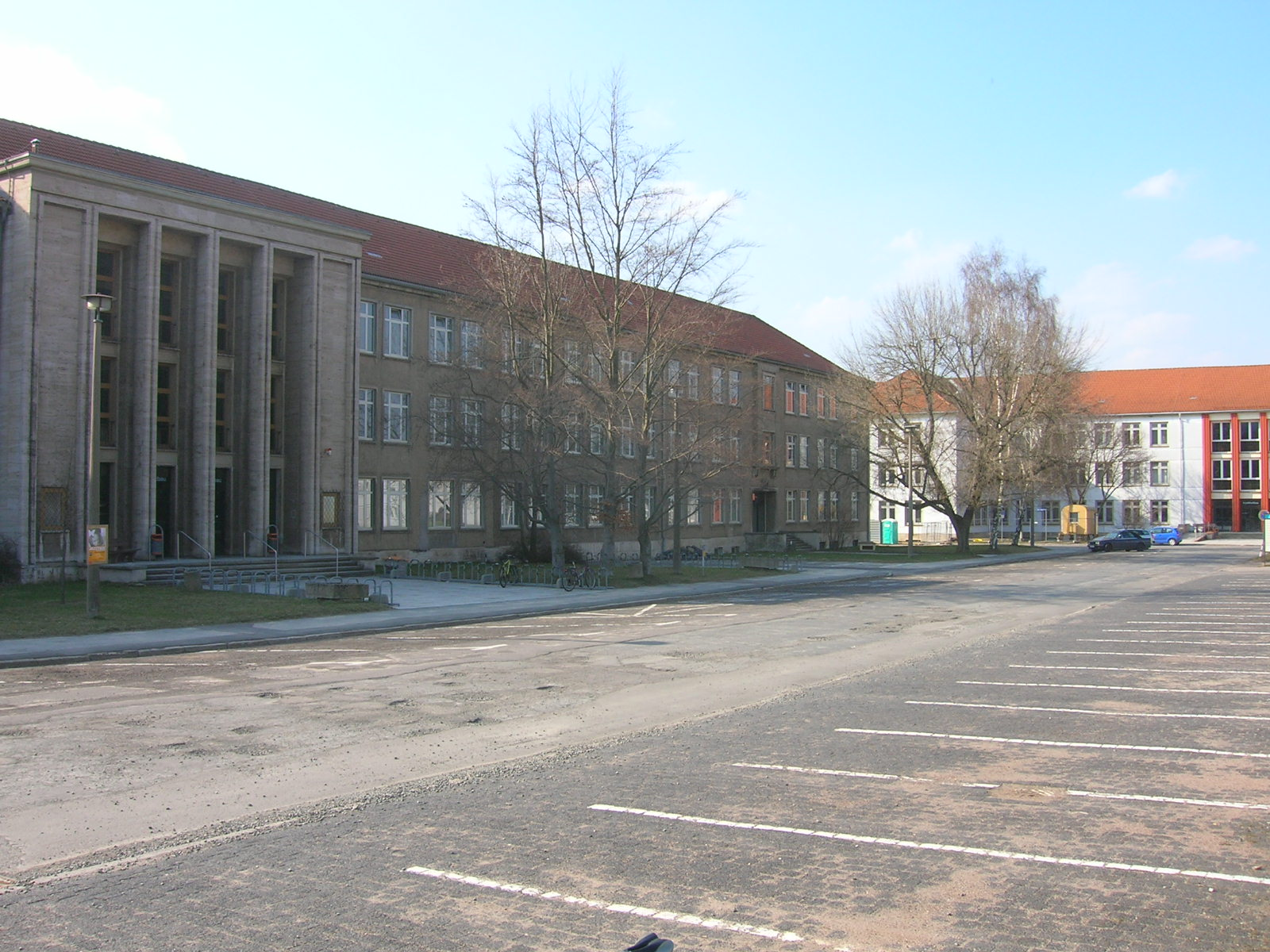
Факультет электротехники

Основой университетского обучения и научного образования молодых специалистов является исследование. Университет занимает ведущее положение внутри страны и на международной арене в фундаментальных и прикладных исследованиях. Особенно ценной является междисциплинарная и межведомственная работа и вытекающая отсюда конкурентоспособная направленность исследований:
- Автомобилестроение
- Нанотехнологии
- Точные технологии и точная измерительная техника
- Технические и биомедицинские вспомогательные устройства
- Системотехника механизмов, энергетики и защиты окружающей среды
- Цифровые технологии в медийных системах
- Мобильные системы связи.

## Университеты-партнёры
- Казанский национальный исследовательский технический университет имени А. Н. Туполева[2]
- Национальный исследовательский университет «Московский энергетический институт»[3]